# Variationen für Orchester (Schönberg)

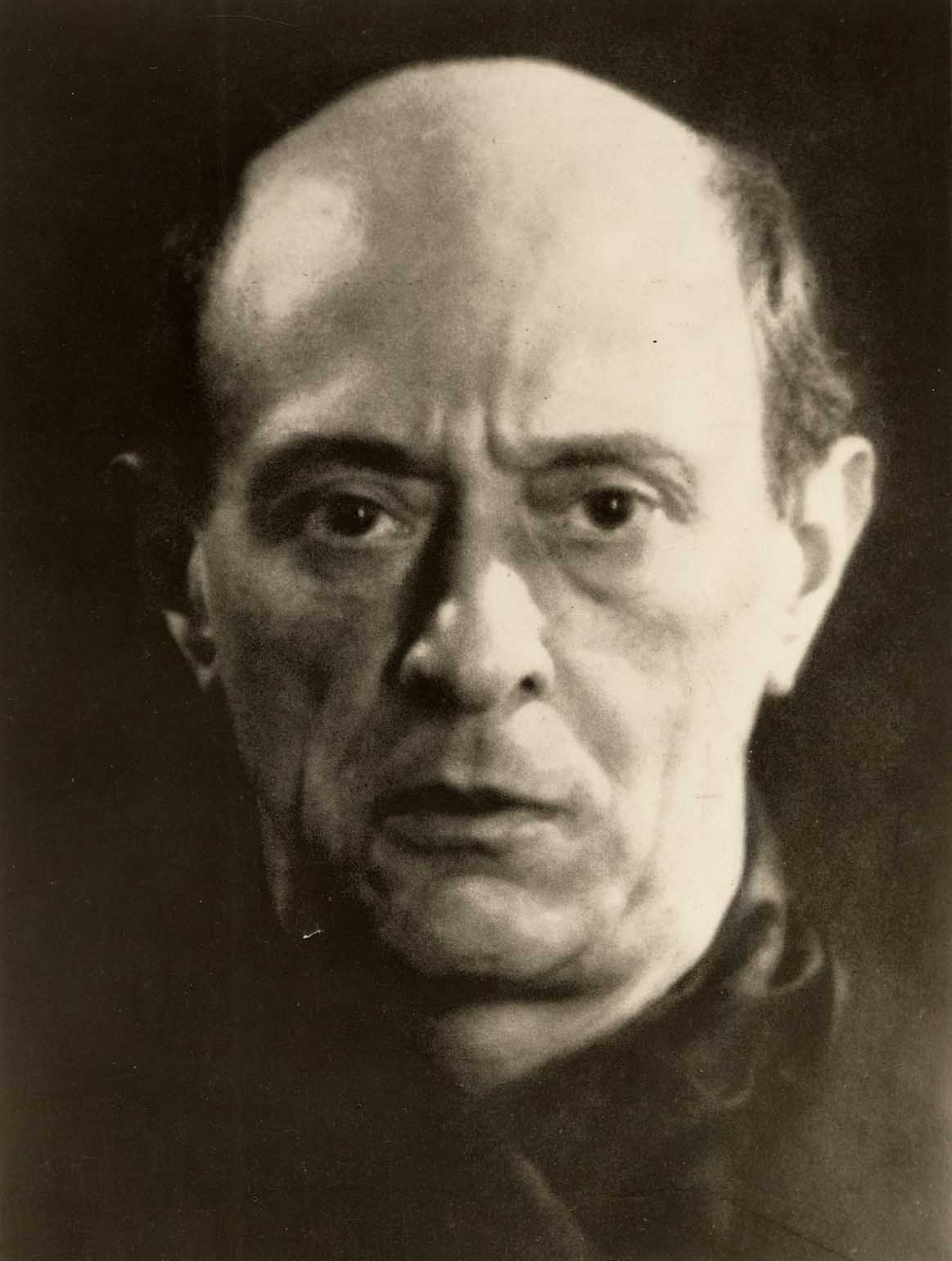
Arnold Schönberg, Porträtaufnahme von Man Ray, 1927

Die 1928 in Berlin unter Leitung von Wilhelm Furtwängler uraufgeführten Variationen für Orchester op. 31 des österreichischen Komponisten Arnold Schönberg (1874–1951) sind sein erstes in reiner Zwölftontechnik geschriebenes Orchesterwerk.

## Entstehung, Uraufführung
Arnold Schönberg hatte zu Jahresbeginn 1926 sein Amt als Leiter einer Kompositions-Meisterklasse an der Preußischen Akademie der Künste in Berlin angetreten. Bald darauf begann er mit Versuchen, das im Präludium seiner Suite für Klavier op. 25 erstmals angewandte Kompositionsverfahren mit zwölf nur aufeinander bezogenen Tönen von der Kammer- und Vokalmusik auf großes Orchester zu übertragen, wobei sich spezielle Herausforderungen stellten, etwa die Vermeidung von in der Zwölftontechnik unerwünschten Oktavverdopplungen. Am 2. Mai 1926 begann Schönberg mit der Komposition einer Variationenreihe, die zunächst zügig voranging, dann jedoch wegen anderer Vorhaben unterbrochen wurde. Die Fortsetzung erwies sich als schwierig, da er einen skizzierten Kompositionsplan für die 5. Variation zunächst nicht wiederfand und neu entwickeln musste, um schließlich im Vergleich mit dem doch wieder aufgefundenen Plan die Übereinstimmung feststellen zu können. 1928 erhielt Schönberg die Anfrage des Dirigenten Wilhelm Furtwängler nach einem Orchesterwerk und konnte antworten, dass seine ‚Variationen über ein eigenes Thema‘ zu drei Vierteln fertig vorlägen. Die Vollendung der Komposition erfolgte in Roquebrune-Cap-Martin an der französischen Riviera am 21. August 1928, die Partitur-Reinschrift war am 20. September 1928 abgeschlossen.
Die Uraufführung fand am 2. Dezember 1928 in Berlin im Rahmen des Vierten Philharmonischen Konzerts statt. Die Tatsache, dass Furtwängler nur drei Proben mit den Berliner Philharmonikern angesetzt hatte, führte in Verbindung mit der für große Teile des Publikums kaum fasslichen Musiksprache zu einem Misserfolg. Emil Hertzka, Direktor der Universal Edition berichtete, das Werk sei „von niemandem (einige wenige Auserwählte ausgenommen) verstanden“ worden, auch die Kritik stehe dem Werk „absolut verständnislos“ gegenüber. Der Freund Alban Berg schrieb relativierend: „Man sprach von einem Skandal. – Was ist wirklich geschehen? Schönbergs Werk ist ungestört zu Ende gespielt worden, und nachher hat ein Teil des Publikums gepfiffen, der andere hat applaudiert.“
Wesentlich erfolgreicher verlief die nächste Aufführung 1931 unter Hans Rosbaud in Frankfurt a. M., der eine ausführliche, für den Rundfunk gestaltete und mit Hörbeispielen versehene Werkeinführung durch Schönberg voranging.
Der Erstdruck von Schönbergs Variationen für Orchester op. 31 erfolgte 1929 durch die Universal Edition.

## Instrumentation
Die Partitur der Orchester-Variationen Schönbergs sieht folgende Besetzung vor: 4 Flöten (3./4. auch Piccolo), 4 Oboen (4. auch Englischhorn), Klarinette in Es, 3 Klarinetten in B (alle auch Klarinetten in A), Bassklarinette, 4 Fagotte, (4. auch Kontrafagott), 4 Hörner in F, 3 Trompeten in C, 4 Posaunen, Basstuba, Pauken, Schlagwerk (5 Spieler: Becken, Große Trommel, Kleine Trommel, Tamtam, Triangel, Glockenspiel, Xylophon, Flexaton), 2 Harfen, Celesta, Mandoline und Streicher.

## Charakterisierung

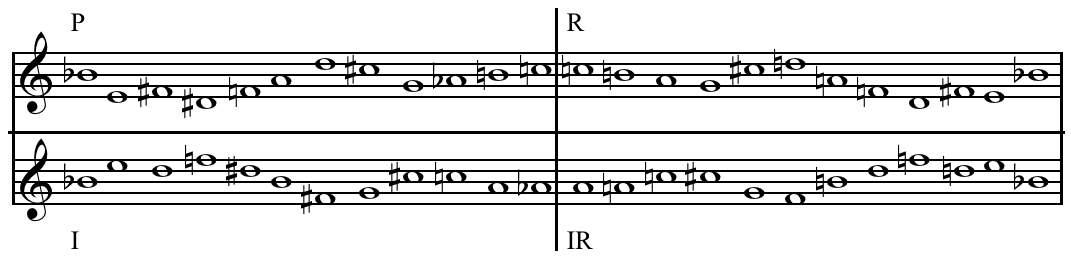
Die zugrundeliegende Zwölftonreihe: Oben in der Grundgestalt und Krebs, unten in der Umkehrung sowie Krebs-Umkehrung

Die Aufführungsdauer des Werks beträgt etwa 20 bis 23 Minuten. Es besteht aus 12 Hauptabschnitten:
1. Introduktion: Mäßig ruhig (33 Takte)
2. Thema: Molto moderato (24 Takte)
3. Variation I: Moderato (24 Takte)
4. Variation II: Langsam (24 Takte)
5. Variation III: Mäßig (24 Takte)
6. Variation IV: Walzertempo (48 Takte)
7. Variation V: Bewegt (24 Takte)
8. Variation VI: Andante (36 Takte)
9. Variation VII: Langsam (24 Takte)
10. Variation VIII: Sehr rasch (24 Takte)
11. Variation IX: … etwas langsamer (24 Takte)
12. Finale: Mäßig schnell – Grazioso – Presto – Adagio – Presto (211 Takte)

In einer impressionistisch gefärbten Introduktion wird das Thema aus dem Intervall b – e (einem Tritonus) allmählich entwickelt. Bevor es komplett vorgestellt wird, erklingt gegen Ende der Introduktion erstmals das B-A-C-H-Motiv in der Posaune, das auch in den Variationen II und V erscheint und im Finale deutlich hervortritt. Das Thema selbst ist asymmetrisch in einen 5-taktigen Vordersatz sowie 7-taktigen Nachsatz gegliedert und wird – überwiegend in den Celli – nach der Grundgestalt auch in seiner Krebs-Umkehrung, dem Krebs und der Umkehrung der Grundreihe präsentiert. Damit ist das Material für die folgenden Variationen vorgegeben, wo es außerdem in verschiedenen Transpositionsstufen erscheint. Durch Verteilung der Reihentöne auf unterschiedliche Instrumente können sich dabei in den einzelnen Stimmen Motive ergeben, deren Verlauf nicht der Reihenstruktur entsprechen muss (so auch das B-A-C-H-Motiv).
Klangfarbe, Charakter und Metrum der Variationen unterscheiden sich jeweils deutlich. In Variation I liegt die Reihe zunächst in den Bassinstrumenten. Die von Schönberg als „lieblich“ bezeichnete Variation II ist ein kammermusikalisch wirkender, den Streichern und Holzbläsern übertragener sechsstimmiger polyphoner Satz. Er ist durch einen Kanon der Umkehrung zwischen Solo-Violine und Erster Oboe geprägt. In Variation III übernehmen 2 Hörner, später die Trompeten das Thema. In der als Walzer angelegten IV. Variation tritt das Thema (in Harfe, Celesta und Mandoline) stark in den Hintergrund. Die sehr komplexe Variation V setzt den gesamten Orchesterapparat ein, der in Variation VI wieder auf eine Solistengruppe reduziert wird. Schönberg verteilt in Variation V die Töne der Reihe so auf die verschiedenen Instrumente, dass der Hörer nicht mehr das Thema, sondern eine neue melodische Gestalt wahrnimmt. In Variation VII wird das Thema auf einzelne Instrumente verteilt (zu Anfang Piccolo, Celesta, Glockenspiel und Solo-Violine). Die Variationen VIII und IX verteilen das Thema beide auf Kanonstimmen verschiedener Instrumente. Das mehrteilige Finale enthält unter anderem Rückbezüge auf die vorangehenden Variationen, außerdem kommt zunehmend das B-A-C-H-Motiv in unterschiedlicher Reihung zur Geltung. Vor der Schluss-Stretta im Presto erklingt nochmals das Variationenthema in kontrapunktischer Überlagerung.